# ترنگانه (آلکسیناتس)
ترنگانه (به صربی: Trnjane) یک منطقهٔ مسکونی در صربستان است که در الکسیناتس واقع شده‌است. ترنگانه ۱٬۳۶۱ نفر جمعیت دارد.